# Albrecht Dieterich

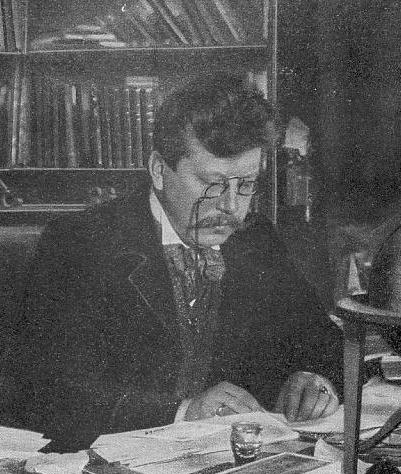
Albrecht Dieterich

Albrecht Dieterich, född 2 maj 1866, död 6 maj 1908, var en tysk filolog.
Dieterich blev professor i Giessen 1897, och i Heidelberg 1903. Dieterich ägnade sig främst åt den lägre grekiska folkreligionen och mysteriefromheten. I sitt kända arbete Mutter Erde (1905) har han försökt påvisa, hur jorden som den allfödande och i sitt sköte allt återtagande modern är en av de äldsta mytologiska föreställningarna som återfinns inte bara i den grekiska utan även i de flesta andra religioner. Bland Dieterichs övriga arbeten märks Abraxas (1891), Nekyia (1893), Eine Mithrasliturgie (1903), samt Kleine Schriften (1911). Dieterich utgav från 1904 tidskriften Archiv für Religionswissenschaft.